# Nagy Sándor (szobrász, 1923–2017)
Nagy Sándor (Buj, 1923. május 28. – Budapest, 2017. augusztus 11.) szobrász, Gádor Magda férje.

## Pályafutása
1947 és 1949 a Nyíregyházi Képzőművészeti Szabadiskolában tanult, ahol mesterei Berky Nándor és Diószegi Balázs voltak. 1949 és 1954 között a Magyar Képzőművészeti Főiskola hallgatója volt, Beck András, Pátzay Pál, Kisfaludi Strobl Zsigmond és Mikus Sándor tanították. 1960-tól a Százados úti művésztelep tagja feleségével, Gádor Magdával. Részt vett még 1970 és 1976 között a Hajdúsági Nemzetközi Művésztelepen, 1976-ban Vyšné Ružbachy, 1978-ban Reinhardtdorf alkotótelepein.

## Díjak, elismerések
- 1970, 1971, 1973: Káplár Miklós-érem;
- 1975: Tornyai-plakett;
- 1976: Szakszervezetek Országos Tanácsa-díj;
- 1979: Munkácsy-díj;
- 1993: Köztársasági Érdemrend kiskeresztje;
- 1994: FIDEM lektorátusi díj;
- 1995: Szegedi Nyári Tárlat szövetségi díja;
- 1997: Szobrászkoszorú; Határesetek c. kiállítás I. díja.

## Egyéni kiállítások
- 1967 • Ernst Múzeum, Budapest ([Berényi Ferenccel], kat.)
- 1971 • Szabadtéri Színpad parkja, Nyíregyháza
- 1974 • Műcsarnok, Győr [Pál Gyulával] • Szabadtéri szoborkiállítás, Budapest, Vas utca [Farkas Ádámmal, Schrammel Imrével]
- 1977 • Vármúzeum, Kisvárda • Jósa András Múzeum, Nyíregyháza • Művelődési Ház, Balmazújváros
- 1978 • Vörös és Kék kápolna, Balatonboglár • Művelődési Központ, Hajdúböszörmény
- 1979 • Óbudai Klubház, Budapest • Helyőrségi Művelődési Központ, Székesfehérvár • Vas utcai Szabadtéri Galéria, Budapest
- 1985 • Iskolai Galéria, Csepel ([Hegyi Gáborral], kat.)
- 1986 • Szabadtéri kiállítás, Nyíregyháza
- 1987 • Mai magyar műhely, Hollósy Galéria, Budapest (kat.)
- 1992 • Kőszilánkok, Vigadó Galéria, Budapest
- 1994 • Jósa András Múzeum, Nyíregyháza (kat.)
- 1996 • Kék Iskolai Galéria, Csepel
- 1998 • Kőből szabadult, Vigadó Galéria, Budapest
- 1999 • Kőből szabadult, Erdős Renée Ház
- 2000 • Kőből szabadult, állandó kiállításon a nyíregyházi Városi Galériában
- 2001 • Körmendi Galéria, Budapest
- 2004 • Galgóczi Erzsébet Városi Könyvtár
- 2005 • Békásmegyeri Evangélikus Templom
- 2006 • Körmendi Galéria, Sopron (állandó kiállítás).

## Válogatott csoportos kiállítások
- 1959 • Mezőgazdaság a képzőművészetben, Mezőgazdasági Múzeum, Budapest
- 1961 • 10 fiatal szobrász kiállítása, Műcsarnok, Budapest
- 1965 • Százados úti Művésztelep jubileumi kiállítása, Magyar Nemzeti Galéria, Budapest
- 1966, 1972, 1974 • Vásárhelyi Őszi Tárlatok, Tornyai János Múzeum, Hódmezővásárhely
- 1967, 1969, 1974 • I-II., IV. Országos Kisplasztikai Biennálé, Pécs
- 1972 • Dózsa György emlékére, Magyar Nemzeti Galéria, Budapest
- 1974 • Vásárhelyi Tárlatok 1964-1973, Magyar Nemzeti Galéria, Budapest
- 1972, 1974 • Balatoni Nyári Tárlatok
- 1974, 1976, 1978 • Miskolci Téli Tárlatok
- 1976 • Mai magyar grafika és kisplasztika, Magyar Nemzeti Galéria, Budapest
- 1982 • Dózsa György emlékére, Műcsarnok, Budapest
- 1989 • 25 éves a Hajdúsági Nemzetközi Művésztelep, Ernst Múzeum, Budapest
- 1991-1999 • VIII., IX., X., XI., XII. Országos Éremművészeti Biennálé, Sopron
- 1997 • Szobrok, Pataky Galéria, Budapest • Határesetek, Budapest Galéria, Budapest
- 2004 • Collegium Hungaricum • Kovács Máté Városi Művelődési Központ és Könyvtár
- 2006 • Kassa, Vychodoslovenska Galéria (Körmendi-Csák Gyűjtemény kiállítása) • Pilsen, Zapadoceska Galéria (Körmendi-Csák Gyűjtemény kiállítása)